# Вмираючи зсередини (роман Роберта Сілвеберґа)
«Вмираючи зсередини» (англ. Dying Inside) — науково-фантастичний роман Роберта Сілверберга, номінований на Премію Неб'юла в 1972 році і одночасно на премії Г'юго і Локус в 1973 році.

## Зміст
Головний герой роману Девід Селіг — це непримітний чоловік, що живе в Нью-Йорку. Давид народився з телепатичним даром, що дозволяє йому читати думки. Замість того, щоб використовувати здібності на благо, Селіг розтрачує свою силу, використовуючи її лише для власної зручності. На початку роману Девід заробляє на життя, читаючи розуми студентів, щоб створити кращий плагіат доповідей та есе від їх імені.
По мірі розвитку сюжету, телепатія Селіга стає слабшою, працюючи уривками або зовсім не працює. Селіг з усіх сил намагається зберегти почуття реальності по мірі того, як він починає втрачати здатність, від якої давно став залежним.
Книга містить велику кількість пам'ятних елементів, наприклад відносини Девіда з іншим телепатом, з яким він зустрівся у молодому віці, і його напружена взаємодія з його молодшою сестрою (яка вже давно не довіряє йому через його дар) або його одержимість, в одному з розділів роману, довести, що його подруга, — жінка по імені Кітті, — теж є телепатом, після того, як він виявляє, що не може читати її думки. Також цікавий момент, де дар Девіда змушує його опосередковано пережити відчуття подруги після прийняття наркотиків («кислотну подорож»), і бравурний фрагмент, в якому підліток Селіг під час візиту на ферму потрапляє в свідомість, по черзі, риби в струмку, курки, яка несе яйця, і молодої пари в самий розпал пристрасного сексу.

## Сприйняття
Майкл Дірда у рецензії на перевидання 2009 р. назвав «Вмираючого зсередини» «широко цінованим шедевром Роберта Сілверберга. … Безумство уявити, що „Вмираючий зсередини“ буде легко відкинуте як проста класика жанру. Це чудовий роман про людську скорботу, те велике потрясіння середнього віку — визнання того, що ми всі вмираємо зсередини і що всі ми зіткнемося з зникненням людини, якою ми були.»

## Літературні та інші алюзії
Одна з найбільш вражаючих особливостей роману — часті відсилання на різних художників, письменників та інших вчених, включаючи таких відомих особистостей, як:
- Поети: Данте Аліг'єрі, Шарль Бодлер, Роберт Браунінг, Томас Кері, Річард Крешо, Джон Донн, Томас Стернз Еліот, Аллен Гінзберг, Йоганн Вольфганг фон Гете, Гомер, Редьярд Кіплінг, Лотреамон, Стефан Малларме, Піндар, Езра Паунд, Артюр Рембо, Альфред Теннісон, Thomas Traherne, Поль Верлен, Вільям Батлер Єйтс
- Художники: Ієронімус Босх, Пітер Брейгель старший, Мауріц Корнеліс Ешер, Ель Греко, Пабло Пікассо, Джованні Баттіста Піранезі
- Композитори: Йоганн Себастьян Бах, Барток Бела, Людвіг ван Бетховен, Альбан Берг, Густав Малер, Клаудіо Монтеверді, Джованні П'єрлуїджі да Палестріна, Арнольд Шенберг, Ігор Стравінський, Ріхард Вагнер
- Творці п'єс: Есхіл, Семюел Беккет, Вільям Картрайт, Евріпід, Бен Джонсон, Вільям Шекспір, Бернард Шоу, Софокл
- Романісти: Айзек Азімов, Оноре де Бальзак, Джон Сіммонс Барт, Сол Беллоу, Джон Девіс Бересфорд, Рей Бредбері, Вільям Барроуз, Луї-Фердінан Селін, Артур Кларк, Джозеф Конрад, Федір Достоєвський, Вільям Фолкнер, Френсіс Скотт Фіцджеральд, Едвард Морган Форстер, Жан Жене, Дешилл Гемметт, Томас Гарді, Роберт Гайнлайн, Джозеф Геллер, Ернест Хемінгуей, Олдос Гакслі, Джеймс Джойс, Франц Кафка, Девід Герберт Лоуренс, Гарпер Лі, Норман Мейлер, Бернард Маламуд, Андре Мальро, Томас Манн, Джордж Орвелл, Марсель Пруст, Томас Пінчон, Рафаель Сабатіні, Вальтер Скотт, Олаф Стейплдон, Теодор Стерджон, Вільям Теккерей, Марк Твен, Джон Апдайк, Жуль Верн, Герберт Уеллс, Вірджинія Вульф, Еміль Золя
- Філософи: Тома Аквінський, Арістотель, Августин Аврелій, Симона де Бовуар, Серен К'єркегор, Артур Кестлер, Лао-цзи, Клод Леві-Строс, Карл Маркс, Мішель де Монтень, Бертран Расселл, Генрі Девід Торо, Арнольд Тойнбі
- Вчені та псевдо-вчені: Альфред Адлер, Вільям Бейтс, Едгар Кейсі, Зигмунд Фрейд, Джозая Віллард Гіббз, Карл Густав Юнг, Тімоті Лірі, Вільгельм Райх, Джозеф Бенкс Райн, Іммануїл Веліковський, Норберт Вінер, Карл Ценер